# Fontanna Neptuna w Berlinie
Fontanna Neptuna w Berlinie (niem. Neptunbrunnen) – stworzona przez Reinholda Begasa w 1891 roku. Pierwotnie zdobiła południową elewację pałacu Berlińskiego. Na obecnym miejscu stoi dopiero od roku 1969.
Begas, komponując swe dzieło, zainspirowany był rzymskimi fontannami Berniniego i fontanną Latony w Wersalu. Dynamicznie usytuowany Neptun wieńczący centralną część fontanny otoczony jest personifikacjami czterech rzek: Łaby, Odry, Renu oraz Wisły.